# Signori di Solferino

Le grandi armi nello stemma della famiglia Gonzaga a partire dal XV secolo

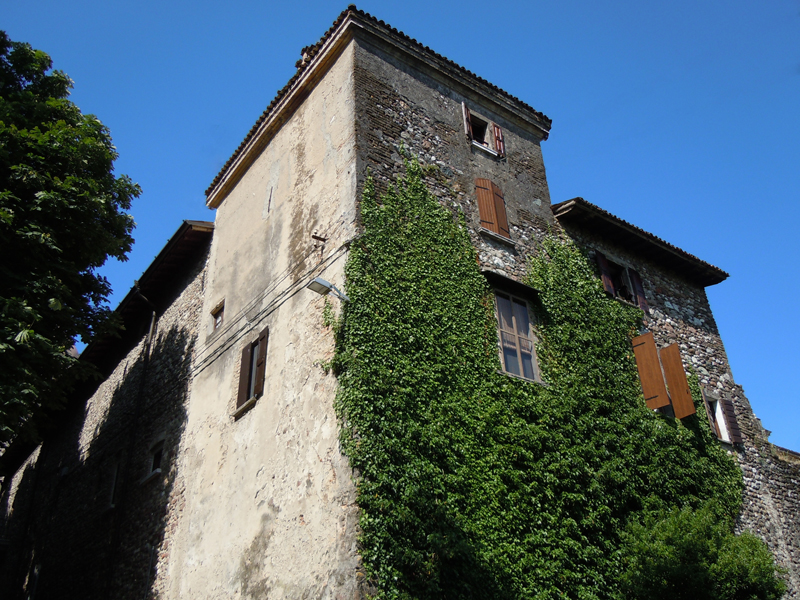
Solferino, castello di Orazio Gonzaga

La signoria di Solferino è sempre stata, fin dalla sua nascita, sotto la sovranità dei Gonzaga, in questo caso la linea denominata "Castel Goffredo, Castiglione e Solferino".
Il primo signore di Solferino fu Alessandro, terzo figlio del duca di Mantova, Gianfrancesco. Pare che quest'ultimo abbia proceduto ad una divisione dei suoi feudi lasciandoli in eredità ai suoi quattro figli, alla sua morte avvenuta nel 1444:
- Ludovico, il più anziano, ricevette l'importante ducato di Mantova;
- Carlo, il secondo, ricevette, tra l'altro, i feudi di Sabbioneta, Bozzolo, Luzzara e Reggiolo;
- Alessandro, il cadetto, ricevette, tra gli altri, i feudi di Castiglione, Solferino e Castel Goffredo;
- Gianlucido, il più giovane, ricevette i feudi di Volta, Cavriana e Castellaro.

Alessandro morì nel 1466 senza eredi. I suoi feudi, come quelli del fratello Gianlucido nel 1448 e suo nipote Ugolotto (figlio di Carlo), morendo entrambi senza figli, si trovarono governati da Ludovico, marchese di Mantova, che riunì sotto il suo nome tutti i possedimenti.
A sua volta Ludovico ridistribuì questi feudi fra tre dei suoi cinque figli (il terzo e il più giovane abbracciarono la carriera ecclesiastica per diventare vescovi):
- Federico, il maggiore, ereditò Mantova;
- Gianfrancesco, il più giovane, ereditò Sabbioneta e Bozzolo;
- Rodolfo, ereditò Castiglione, Solferino e Luzzara, che condividerà con i suoi due figli:
  - Gianfrancesco, il più anziano, riceverà Luzzara
  - Luigi Alessandro, il più giovane, riceverà Castiglione, Solferino e Castel Goffredo.

A sua volta Luigi Alessandro lasciò in eredità i suoi beni dividendo la sua proprietà tra i suoi tre figli:
- Ferdinando ricevette Castiglione delle Stiviere (Ferdinando I di Castiglione);
- Orazio ricevette Solferino (Orazio di Solferino);
- Alfonso ricevette Castel Goffredo (Alfonso di Castel Goffredo).

Nel 1589, alla morte di Orazio, suo nipote Rodolfo, figlio di Ferdinando I, andò ad occupare la signoria di Solferino, così come quella di Castel Goffredo nel 1592 alla morte di Alfonso. Rodolfo fu assassinato nel 1593 e la successione per Solferino ripartirà con un figlio di Ferdinando I, Cristierno. Il figlio di quest'ultimo, Carlo, essendo egli principe e marchese di Castiglione, la discendenza sarà la stessa per questo feudo.
Nel 1691 Ferdinando III, terzo principe di Castiglione, fu costretto all'esilio da una rivolta popolare e vide le sue terre confiscate dall'autorità imperiale che non le restituirà più.
Nel 1772 il principe Luigi III di Castiglione, nipote di Ferdinando III, si riconciliò con l'imperatore, rinunciando ai suoi diritti in favore dell'Austria per una pensione annua di 10.000 fiorini.
```
                                          
Gianfrancesco Gonzaga
 (1395-1444)
                                                        |
                                           
Alessandro Gonzaga
 (1415-1466)
                                                        |
                                            
Rodolfo Gonzaga
 (1452-1495)
                                                        |
                                         
Gianfrancesco Gonzaga
 (1488-1524)
                                                        |
                                                
Gonzaga di Luzzara

                ________________________________________|___________________________
                |                                                                  |
   Signori-Marchesi di Luzzara                         Signori di Castel Goffredo, Castiglione e Solferino
       (estinto nel 1794)                               ___________________________|______________________
                                                        |                          |                     |           
                                                   Marchesi di          Marchesi-Principi di   Marchesi-Principi di
                                                 Castel Goffredo             Castiglione            Solferino
                                                (estinto nel 1593)       (estinto nel 1819)     (estinto nel 1680)
```

## Signori di Solferino
- 1444-1466: Alessandro (1415-1466)

sposò Agnese da Montefeltro, senza discendenza
reggenza assunta da Ludovico II (1414-1478), fratello di Alessandro
- 1478-1495: Rodolfo (1452-1495), figlio di Ludovico III e nipote di Alessandro

prima sposò nel 1478 Antonia Malatesta, senza figli
sposò in seconde nozze nel 1484 Caterina Pico
- 1495-1521: Gianfrancesco (1488-1524) e Luigi Alessandro (1494-1549), figlio del precedente e di Caterina

## Marchesi di Solferino
- 1521-1549: Luigi Alessandro, da solo

sposò in prime nozze Ginevra Rangoni
sposò in seconde nozze nel 1540 Caterina Anguissola
- 1549-1589 : Orazio (1545-1589), figlio del precedente e di Caterina

sposò nel 1568 Paola Martinengo Dalle Palle, senza discendenza
1589-1593 : occupazione del feudo da parte di Rodolfo (assassinato nel 1593), nipote di Orazio
- 1593-1657 : Cristierno (1580-1657), nipote di Orazio

sposò Marcella Malaspina di Castel dell'Aquila
- 1657-1680 : Principe Carlo (1616-1680), figlio del precedente

sposò nel 1643 Isabella Martinengo

## Principi di Castiglione
- 1680-1794 : Principe Ferdinando II (1648-1723), figlio del precedente

sposò nel 1680 la principessa Laura Pico della Mirandola
- 1794-1768 : Principe Luigi II (1680-1768), figlio del precedente

sposò nel 1715 Anna Anguissola
- 1768-1772 : Principe Luigi III (1745-1819), nipote del precedente

sposò Elisabetta Costanza Rangoni